# Ufhusen
Ufhusen – miejscowość i gmina w środkowej Szwajcarii, w kantonie Lucerna, w okręgu Willisau.

## Demografia
W Ufhusen mieszka 928 osób. W 2021 roku 6,7% populacji gminy stanowiły osoby urodzone poza Szwajcarią. 

## Transport
Przez teren gminy przebiega droga główna nr 23. 